# Riccardia herzogiana
Riccardia herzogiana là một loài rêu trong họ Aneuraceae. Loài này được Steph. Meenks & C. De Jong mô tả khoa học đầu tiên năm 1985.